# Бугя-де-Сус (комуна)
Бугя-де-Сус (рум. Bughea de Sus) — комуна у повіті Арджеш в Румунії. До складу комуни входить єдине село Бугя-де-Сус.
Комуна розташована на відстані 127 км на північний захід від Бухареста, 50 км на північ від Пітешть, 144 км на північний схід від Крайови, 60 км на південний захід від Брашова.

## Населення
У 2009 року у комуні проживали 3219 осіб.